# Kristin Sandberg
Kristin Sandberg (* 23. März 1972) ist eine ehemalige norwegische Fußballspielerin, die von 1992 bis 1995 für die A-Nationalmannschaft spielte und den Europa- und den Weltmeistertitel gewann.

## Karriere

### Verein
Sandberg spielte für den Asker SK in der Toppserien, der höchsten Spielklasse im norwegischen Frauenfußball. Mit ihrem Verein erreicht sie 1993 das Finale um den nationalen Vereinspokal, der dem Trondheims-Ørn SK mit 2:3 unterlegen war. Erzielte sie in der Spielzeit 1993 noch sechs Tore, avancierte sie in der Spielzeit 1994 mit 24 Toren zur Torschützenkönigin.

### Nationalmannschaft
Sandberg debütierte als Nationalspielerin in der U16-Nationalmannschaft, die am 29. Juni 1988 das in Freundschaft ausgetragene Länderspiel gegen die U16-Nationalmannschaft Israels mit 2:1 gewann; in dieser Begegnung gelang ihr auch ihr erstes Länderspieltor.
Innerhalb von drei Jahren wurde sie in zehn Länderspielen der U20-Nationalmannschaft eingesetzt, in denen sie drei Tore erzielte. Ihr erstes bestritt sie als Einwechselspielerin am 21. August 1990 in Uppsala beim 5:1-Sieg im Rahmen eines Turniers in Schweden gegen die U20-Nationalmannschaft Finnlands. Beim 3:2-Sieg über die U20-Nationalmannschaft der US-Amerikanerinnen am 6. August 1992 in Kopervik erzielte sie ihr erstes Tor für diese Altersklassen-Mannschaft.
Mit der A-Nationalmannschaft, für die sie am 12. März 1993 in Agia Napa beim 1:0-Sieg über die US-amerikanische Nationalmannschaft debütierte, nahm sie 1993 und 1995 an der Europameisterschaft teil. In ihrem ersten Turnier wurde sie im Halbfinale und im Finale, das mit 1:0 gegen die Nationalmannschaft Italiens gewonnen wurde, eingesetzt. Im zweiten bestritt sie jeweils die beiden Viertelfinalspiele gegen Italien und Halbfinalspiele gegen Schweden und erzielte in den ersten drei Spielen jeweils ein Tor.
Zwischen den beiden Turnieren nahm sie mit der Nationalmannschaft im Jahr 1994 am Turnier um den Algarve-Cup teil, das seine Premiere hatte. Mit allen drei Spielen trug sie zum Titelgewinn bei. Bei der zweiten Austragung bestritt sie alle vier Spiele und belegte den dritten Platz, nachdem die Mannschaft aus den Vereinigten Staaten mit 4:2 im Elfmeterschießen bezwungen werden konnte. Erzielte sie am 6. September 1993 in Gvarv beim 6:1-Sieg über die Nationalmannschaft Tschechiens ihr erstes A-Länderspieltor, so ließ sie in den Jahren 1994 und 1995 neun und sechs in jeweils zwölf weiteren Länderspielen folgen. Höhepunkt ihrer Nationalmannschaftskarriere dürfte der Titelgewinn ihrer Mannschaft bei der vom 5. bis 18. Juni 1995 im Nachbarland ausgetragenen Weltmeisterschaft gewesen sein, obwohl sie lediglich in den drei Spielen der Gruppe B zum Zuge gekommen ist. Im ersten Gruppenspiel, beim 7:0-Sieg über die Nationalmannschaft Nigerias, gelang ihr ein Hattrick – bei ihrem WM-Debüt und als erste Norwegerin überhaupt. 

## Erfolge
Nationalmannschaft
- Weltmeisterin: 1995 (ohne Finaleinsatz)
- Europameisterin: 1993
- Algarve-Cup-Siegerin: 1994

Verein
- Torschützenkönigin Toppserien 1994 (mit 24 Toren)
- Norwegische Pokalfinalistin: 1993